# Girl (Pharrell Williams)
Girl (gestileerd als G I R L) is het tweede studioalbum van de Amerikaanse zanger en muziekproducent Pharrell Williams. Het album kwam uit op 3 maart 2014, en werd uitgegeven door Williams' eigen platenmaatschappij I Am Other en Columbia Records. Girl is Williams' eerste studioalbum in acht jaar, sinds zijn debuutalbum In My Mind dat in 2006 uitkwam.
De leadsingle van het album is Happy, die genomineerd was voor een Academy Award voor beste filmnummer. Het nummer staat ook op de soundtrackalbum van de film Despicable Me 2. Naast Williams zijn ook Kelly Osbourne, Justin Timberlake, Timbaland, Miley Cyrus, Daft Punk, JoJo, Alicia Keys, Tori Kelly en Leah LaBelle te horen in diverse nummers. Recensies van het album waren overwegend positief.

## Tracklist
Alle nummers zijn gecomponeerd en geproduceerd door Pharrell Williams.
| Nr. | Titel                                                          | Duur |
| --- | -------------------------------------------------------------- | ---- |
| 1   | Marilyn Monroe (geschreven door Williams en Ann Marie Calhoun) | 5:51 |
| 2   | Brand New (duet met Justin Timberlake)                         | 4:31 |
| 3   | Hunter                                                         | 4:00 |
| 4   | Gush                                                           | 3:54 |
| 5   | Happy (van Despicable Me 2)                                    | 3:53 |
| 6   | Come Get It Babe                                               | 3:21 |
| 7   | Gust of Wind                                                   | 4:45 |
| 8   | Lost Queen (inclusief verborgen nummer Freq)                   | 7:56 |
| 9   | Know Who You Are (duet met Alicia Keys)                        | 3:56 |
| 10  | It Girl                                                        | 4:47 |

## Personeel
- Pharrell Williams - zang, keyboards, synthesizers, programmering, drums, percussie, productie, gitaar
- Hans Zimmer - strijkersarrangement
- Kelly Osbourne - achtergrondzang ("Marilyn Monroe")
- Justin Timberlake - zang ("Brand New")
- Timbaland - beatboxen ("Brand New")
- Miley Cyrus - zang ("Come Get It Bae")
- Daft Punk - vocoder ("Gust of Wind")
- Francesco Yates - elektrische gitaar ("Gust of Wind") (gecrediteerd als Francesco)
- JoJo - zang ("Freq") [33]
- Alicia Keys - zang ("Know Who You Are")
- Thomas Bangalter (Daft Punk) - zang ("Gust of Wind")
- Guy-Manuel de Homem-Christo (Daft Punk) - zang ("Gust of Wind")
- Tori Kelly - zang ("Come Get It Bae")
- Leah LaBelle - zang ("Freq")
- Reah Dummett - extra zang
- Brent Paschke - gitaar
- Andrew Coleman - arrangeur, digitale bewerking, ingenieur, elektrische gitaar
- Mike Larson - arrangeur, coördinatie, digitale bewerking, ingenieur
- Adrian Breakspear - ingenieur
- Nick Valentin - assistent-ingenieur
- Jimmy Douglass - mixing
- Leslie Brathwaite - mixing
- Bob Ludwig - mastering
- Beau Vallis - assistent-ingenieur